# Макдауэлл, Энди
Ро́зали А́ндерсон «Э́нди» Макда́уэлл (англ. Rosalie Anderson «Andie» MacDowell; род. 21 апреля 1958, Гафни, Южная Каролина, США) — американская актриса кино и телевидения, фотомодель.

## Ранние годы
Розали Андерсон МакДауэлл родилась в штате Южная Каролина 21 апреля 1958 года в семье работника лесной промышленности Мариона и учительницы музыки Полин Макдауэллов. У Энди есть сестра Беверли (род. 1954) и брат Уиллард (род. 1961).
В юности работала в бутике и в ресторане-баре «Stage Door». Кинокарьера актрисы началась в 1977 году. С начала 1980-х работала в качестве модели для таких брендов, как Yves Saint Laurent, Vassarette, Armani perfume, Sabeth-Row, Mink International, Anne Klein, Bill Blass.
В 2006 — 07 годах актриса снималась в роликах товаров косметики для бренда L’Oréal Paris.

## Карьера
Будучи моделью, Макдауэлл дебютировала в кино в фильме 1984 года «Грейстоук: Легенда о Тарзане, повелителе обезьян», но активно стала сниматься только с конца 80-х, после посещения курсов актёрского мастерства. Её прорывом стала роль в независимом фильме 1989 года «Секс, ложь и видео», за которую она получила премию «Независимый дух» за лучшую женскую роль и номинацию на «Золотой глобус».
Макдауэлл сыграла главные женские роли в фильмах «Вид на жительство» (1991), «День сурка» (1993) и «Четыре свадьбы и одни похороны» (1994), участие в которых принесло ей ещё две номинации на «Золотой глобус». Также она появилась в фильме 1993 года «Короткие истории». 
«День сурка» и «Четыре свадьбы и одни похороны» стали её наибольшим коммерческим достижением в карьере.
Начиная с середины 90-х карьера Макдауэлл пошла на спад из-за участия в коммерчески провальных фильмах. Она получила хорошие отзывы от критиков за исполнение роли женщины среднего возраста, влюблённой в молодого человека, в фильме «Клуб неудачниц» в 2001 году, однако картина не получила широкого проката и осталась практически незамеченной зрителями. 
В последующие годы Макдауэлл снималась в основном в независимых фильмах, которые редко доходили до экранов кинотеатров, а также активно играла в телевизионных фильмах и появлялась в эпизодах сериалов. Хотя её карьера в кино потерпела ряд неудач, в двухтысячных она стала известна как лицо рекламной кампании французской косметической фирмы L’Oréal.
Макдауэлл играет главную роль в сериале 2013 года «Кедровая бухта». В 2019 году играла роль второго плана в успешном кассовом фильме «Я иду искать». 
В 2021 году актриса снялась в сериале Netflix «Уборщица. История матери-одиночки», где сыграла со своей дочерью Маргарет.

## Личная жизнь
С 1986 года по 1999 год Макдауэлл была замужем за бывшей моделью и фермером Полом Куолли. В браке родились сын и две дочери: Джастин Куолли (род. 14 августа 1986), Рейнсфорд Дюбоуз «Рейни» Куолли (род. 11 марта 1989) и Сара Маргарет Куолли (род. 23 октября 1994). Есть две внучки: Козетт Куолли (род. 2022), дочь Джастина, и Блюбелл Койот Уилсон (род. 10 декабря 2024), дочь Рейни. Зять, муж Маргарет — Джек Антонофф, музыкант.
После развода с Куолли год встречалась с актёром Деннисом Куэйдом.
С 2001 года по 2004 год Макдауэлл была замужем за бизнесменом и своим бывшим одноклассником Реттом Хартцогом.

## Фильмография
| Год       |    | Русское название                                 | Оригинальное название                             | Роль                                         |
| --------- | -- | ------------------------------------------------ | ------------------------------------------------- | -------------------------------------------- |
| 1984      | ф  | Грейстоук: Легенда о Тарзане, повелителе обезьян | Greystoke: The Legend of Tarzan, Lord of the Apes | мисс Джейн Портер                            |
| 1985      | ф  | Огни святого Эльма                               | St. Elmo’s Fire                                   | Дейл Бибермэн                                |
| 1988      | ф  | Секреты Сахары                                   | The Secret of the Sahara                          | Антея                                        |
| 1989      | ф  | Секс, ложь и видео                               | Sex, Lies, and Videotape                          | Энн Бишоп Маллэни                            |
| 1990      | ф  | Вид на жительство                                | Green Card                                        | Бронте Митчелл Форе                          |
| 1991      | ф  | Объект красоты                                   | Object of Beauty                                  | Тина                                         |
| 1991      | тф | Женщины и мужчины 2: Три короткие истории        | Women & Men 2: Three Short Stories                | Эмили                                        |
| 1991      | ф  | Гудзонский ястреб                                | Hudson Hawk                                       | доктор Анна Баральи                          |
| 1992      | ф  | Игрок                                            | Player                                            | Энди Макдауэлл                               |
| 1992      | ф  | Рубин Каира                                      | Ruby Cairo                                        | Бесси Фаро                                   |
| 1993      | ф  | Короткие истории                                 | Short Cuts                                        | Энн Финниган                                 |
| 1993      | ф  | День сурка                                       | Groundhog Day                                     | Рита Хансон                                  |
| 1994      | ф  | Плохие девчонки                                  | Bad Girls                                         | Эйлин Спенсер                                |
| 1994      | ф  | Четыре свадьбы и одни похороны                   | Four Weddings and a Funeral                       | Керри                                        |
| 1995      | ф  | Сумасшедшие герои                                | Unstrung Heroes                                   | Сельма Лидз                                  |
| 1996      | ф  | Майкл                                            | Michael                                           | Дороти Уинтерс                               |
| 1996      | ф  | Множество                                        | Multiplicity                                      | Лаура Кинни                                  |
| 1997      | ф  | Конец насилия                                    | End of Violence                                   | Пэйдж Стокард                                |
| 1998      | ф  | Шадрак                                           | Shadrach                                          | Трикси Дабни                                 |
| 1999      | ф  | Приближение к норме                              | Reaching Normal                                   | Лайза                                        |
| 1999      | ф  | Муза                                             | The Muse                                          | Лора Филлипс                                 |
| 1999      | ф  | Спекулянт                                        | Just the Ticket                                   | Линда Палински                               |
| 2000      | ф  | Спасти Харрисона                                 | Harrison’s Flowers                                | Сара Ллойд                                   |
| 2001      | ф  | Клуб неудачниц                                   | Crush                                             | Кейт                                         |
| 2001      | ф  | Город и деревня                                  | Town & Country                                    | Юджин Клейборн                               |
| 2001      | тф | Ужин с друзьями                                  | Dinner with Friends                               | Карен                                        |
| 2002      | ф  | Гиностра                                         | Ginostra                                          | Джесси                                       |
| 2002      | тф | Джо                                              | Jo                                                | Джо                                          |
| 2005      | тф | Поездки с сестричкой                             | Riding the Bus with My Sister                     | Рейчел Саймон                                |
| 2005      | ф  | Последний знак                                   | Last Sign                                         | Кэти Макфарлейн                              |
| 2005      | ф  | Салон красоты                                    | Beauty Shop                                       | Терри                                        |
| 2005      | ф  | Любовь по обмену                                 | Tara Road                                         | Мэрилин                                      |
| 2006      | мф | Рога и копыта                                    | Barnyard                                          | Этта, курица                                 |
| 2007      | ф  | Интервенция                                      | Intervention                                      | Кэлли                                        |
| 2009      | ф  | Шесть жён Генри Лефэя                            | Six Wives of Henry Lefay                          | Кейт                                         |
| 2009      | ф  | Без пяти минут покойник                          | As Good as Dead                                   | Хелен                                        |
| 2010      | с  | Одинокая звезда                                  | Lone Star                                         | Алекс                                        |
| 2011      | ф  | Монте-Карло                                      | Monte Carlo                                       | Памела, мать Грэйс                           |
| 2011      | ф  | Свободные                                        | Footloose                                         | Ви Мур, мать Ариэль / Vi Mur, Ariel's mother |
| 2012      | с  | В стиле Джейн                                    | Jane by Design                                    | Грей                                         |
| 2013—2015 | с  | Кедровая бухта                                   | Cedar Cove                                        | судья Оливия Локхарт                         |
| 2013      | тф | Кедровая бухта: Рождество                        | Cedar Cove                                        | судья Оливия Локхарт                         |
| 2015      | ф  | Супер Майк XXL                                   | Magic Mike XXL                                    | Ненси Дэвидсон                               |
| 2017      | ф  | Дело храбрых                                     | Only the Brave                                    | Марвел Штейнбринк                            |
| 2017      | ф  | Рождественское наследие                          | Christmas Inheritance                             | Дебби Коллинз                                |
| 2018      | ф  | Бумажный год                                     | Paper Year                                        | Джоанна Винтерс                              |
| 2019      | с  | Четыре свадьбы и одни похороны                   | Four Weddings and a Funeral                       | миссис Ховард                                |
| 2019      | ф  | Я иду искать                                     | Ready or Not                                      | Бекки Ле Домас                               |
| 2021      | ф  | Пограничный патруль                              | No Man’s Land                                     | Моника Грир                                  |
| 2021      | с  | Уборщица. История матери-одиночки                | Maid                                              | Пола Лэнгли                                  |
| 2022      | ф  | Прогулки вдвоём                                  | Along for the Ride                                | Виктория                                     |
| 2023      | ф  | Другая Зои                                       | The Other Zoey                                    | Конни Макларен                               |
| 2024      | ф  | Карающая длань                                   | Red Right Hand                                    | Квинпин «Биг Кэт»                            |
| 2024      | ф  | Отец года                                        | Goodrich                                          | Энн                                          |